# Iris junonia
Iris junonia là một loài thực vật có hoa trong họ Diên vĩ. Loài này được Schott miêu tả khoa học đầu tiên năm 1854.